# Mariusz Agnosiewicz
Mariusz Agnosiewicz, właśc. Mariusz Kamil Gawlik (ur. 4 stycznia 1979 w Bolesławcu) – polski dziennikarz i redaktor internetowy oraz wydawca. Działacz ruchu humanistyczno-wolnomyślicielskiego i antyklerykalnego w Polsce.

## Życiorys
Ukończył studia na Wydziale Prawa Uniwersytetu Wrocławskiego.
Deklaruje się jako ateista. Jest założycielem i redaktorem naczelnym portalu wolnomyślicielskiego i antyklerykalnego Racjonalista.pl. Jest autorem kilkuset publikacji – głównie z zakresu stosunków wyznaniowych, religioznawstwa, wolności obywatelskich i prawa – w prasie internetowej i zwykłej (m.in. miesięcznik „Dziś”, kwartalniki: „Forum Klubowe” i „Bez Dogmatu”, tygodniki: „Fakty i Mity” i „Przegląd”). Od września 2006 jest członkiem redakcji dwumiesięcznika „Res Humana”.
Założył i był pierwszym prezesem Polskiego Stowarzyszenia Racjonalistów. Współorganizował Polską Federację Humanistyczną, zrzeszającą organizacje o profilu laickim w Polsce. Jest członkiem grupy Liberales.
Jest współtwórcą Internetowej Listy Ateistów i Agnostyków. Zorganizował pierwszy w Polsce tzw. ślub humanistyczny. Od 2008 jest członkiem World Transhumanist Association, która obecnie nazywa się Humanity+.

## Publikacje książkowe
- Kościół a faszyzm. Anatomia kolaboracji, Wydawnictwo Racjonalista, Wyd. 4, popr. i rozsz., Wrocław 2010, ISBN 978-83-924370-8-6.
- Heretyckie dziedzictwo Europy, Wydawnictwo Racjonalista, wyd. 2, Wrocław 2011 ISBN 978-83-62503-04-9.
- Kryminalne dzieje papiestwa. Starożytność i średniowiecze, tom I, Wydawnictwo Racjonalista, Wrocław 2011, ISBN 978-83-62503-08-7
- Kryminalne dzieje papiestwa, tom II, Wydawnictwo Racjonalista, Wrocław 2012, ISBN 978-83-62503-10-0
- Zapomniane dzieje Polski, Wydawnictwo Racjonalista, Miłkowice 2014, ISBN 978-83-62503-09-4